# Мюнхен (фильм)
«Мюнхен» (англ. Munich) — американский художественный фильм 2005 года режиссёра Стивена Спилберга, в котором рассказывается о террористическом акте на мюнхенской Олимпиаде и последовавшей операции возмездия со стороны израильских спецслужб. Картина поднимает нравственные вопросы о допустимых формах борьбы со злом и исторической ретроспективе арабо-израильского конфликта.
Фильм поставлен по книге канадского журналиста Джорджа Джонаса «Vengeance: The True Story of an Israeli Counter-Terrorist Team», по той же книге в 1986 году был снят телевизионный фильм «Меч Гедеона». Фильм был номинирован как лучшая картина на премию «Оскар». В 2017 году был назван 16-м «Лучшим фильмом 21-го века» по версии The New York Times.

## Сюжет
Ночью 5 сентября 1972 года группа палестинских боевиков «Чёрный сентябрь» захватила в заложники группу израильских спортсменов на Олимпийских играх в Мюнхене и потребовала самолёт с правом вылета в обмен на жизни спортсменов. Немецкая полиция попыталась завести палестинцев в ловушку и спасти заложников, однако их просчёт обернулся тем, что в ходе завязавшейся перестрелки все израильские спортсмены были убиты. По ходу фильма показываются несколько фрагментов этих событий.
После трагедии премьер-министр Израиля Голда Меир приглашает к себе своего бывшего телохранителя, сотрудника «Моссада» Авнера Кауфмана. Она предлагает ему возглавить операцию по ликвидации палестинцев, причастных к теракту. У своего куратора Эфраима Авнер получает указания: для его группы в одном из швейцарских банков подготовлены ячейки, куда будут поступать деньги на оперативные расходы и зарплата членов группы. В группу Эфраима попадают южноафриканский водитель Стив, бельгийский мастер игрушек и эксперт по взрывчатке Роберт, бывший солдат ЦАХАЛ и «чистильщик» Карл, а также датчанин Ганс, который умеет подделывать документы. Авнер вынужден не только покинуть Израиль и оставить свою беременную жену Дафну, но и прекратить по документам любое сотрудничество с «Моссадом», чтобы не давать никому никаких наводок.
С помощью денег и связей оперативники выходят на первого организатора: в Риме они расстреливают Ваиля Зуайтера, который занимался переводом «Тысячи и одной ночи» на итальянский. Далее они перебираются в Париж, где информацию Авнеру о новых целях передаёт некий француз Луи, который заявляет, что они не должны ничего знать друг о друге. Второй жертвой становится Махмуд Хамшари, которому в телефон закладывают взрывчатку (в какой-то момент операция чуть не срывается, поскольку трубку случайно взяла его дочь). Далее они прибывают на Кипр, где закладывают бомбу под матрас Хуссейна Абд-аль-Шира в гостинице, однако в результате мощного взрыва весь этаж оказывается разнесённым, а Авнер чуть не погибает. Чудом выживает ночевавшая рядом пара израильских молодожёнов: Роберта обвиняют в том, что он взял слишком мощную взрывчатку у Луи.
Их следующая миссия проходит в Бейруте: в ходе операции «Весна молодости» они ликвидируют ещё троих организаторов теракта, которыми оказываются Мухаммад Юссеф аль-Наджар, Камаль Адван и Камаль Нассер. Однако по ходу операции у оперативников возникает всё больше вопросов о целесообразности: на места убитых видных палестинцев приходят новые люди, а количество терактов против израильских граждан и их жертв становится всё больше и больше (к тому же в Бейруте от пуль погибли и мирные граждане). Авнер ненадолго посещает свою жену, которая родила ему дочь, и успевает поговорить с матерью, вспоминая своего отца, который прославился в войнах с участием Израиля, однако на момент рождения сына сидел в тюрьме.
Луи сообщает Авнеру о Заяде Мухаси, который скрывается в Афинах. В предоставленном Луи убежище израильтяне сталкиваются с группой боевиков ООП, но убеждают их, что сами состоят в разных левых организациях (ЭТА, ИРА, АНК, Фракция Красной Армии). Пока все мирно спят, представившийся немцем Авнер разговаривает с палестинцем Али: тот свято верит в правоту своих политических убеждений и намерен пожертвовать всем ради победы Палестины в борьбе за независимость. В ходе попытки ликвидации Мухаси не срабатывает заложенная заранее взрывчатка, и Карл идёт сам в комнату с Мухаси, швыряя туда гранату. В результате взрыва Карл получает ранения, а при отходе завязывается перестрелка, в которой погибают и Али, и один из сотрудников КГБ, охранявший палестинцев. Параллельно ходу операций по ликвидации палестинских боевиков Авнер знакомится с отцом Луи — крупным землевладельцем, который рассказывает о трагической судьбе своей семьи во время Второй мировой войны и утверждает, что из принципа никогда не сотрудничает ни с какими властями.
В Лондоне, где не так давно прогремел теракт в здании израильского посольства, группа обнаруживает главного заговорщика — Али Хасана Саламе. Однако попытка ликвидировать его сорвана кучкой пьяных американцев, подравшихся с Авнером и его спутниками (впоследствии оказывается, что они являлись агентами ЦРУ). Луи рассказывает Авнеру, что ЦРУ взяла под опеку Саламе и стала переводить ему деньги в обмен на то, что он не будет нападать на американских дипломатов. Тем временем группа несёт потери: в своём номере оказывается застреленным Карл, который перед этим познакомился с некоей женщиной (с ней же ранее общался и Авнер). Выясняется, что эта женщина — наёмный киллер из Нидерландов. Трое оперативников (кроме перепугавшегося Роберта) находят её и расстреливают в доме, невзирая на её мольбы о пощаде. Затем кто-то убивает Ганса, зарезав его и бросив труп на скамейке в парке, а Роберт гибнет в результате взрыва в своей мастерской. У Авнера начинается паранойя: ему кажется, что за ним следят, а в его доме якобы могут быть спрятаны подслушивающие устройства или даже взрывчатка.
Авнер и Стив узнают от Луи о местонахождении Али Хасана Саламе, который прячется в Испании на вилле, но при попытке избавиться от него чуть не попадаются в руки палестинцам, чудом убегая после начавшейся перестрелки. «Моссад» отзывает Авнера домой: хотя солдаты встречают его дома как героя, он пребывает в депрессии. Как выясняется, Стив был убеждён в том, что Луи тайно передавал информацию и палестинцам, в то время как Авнер в это не верит. Разочаровавшись, Авнер заявляет о своём уходе из «Моссада» и уезжает в Бруклин, где живёт его жена с дочерью, но и там его преследует посттравматический синдром. В какой-то момент Авнер замечает, что за ним кто-то постоянно следит, а в телефонном разговоре с отцом Луи он узнаёт, что тот знает настоящее имя этого оперативника: отец Луи при этом говорит, что от семьи никакой прямой угрозы Авнеру и его близким не будет.
Авнер врывается в израильское посольство: хотя его оттуда выталкивают силой, он требует от «Моссада» оставить его семью в покое и не предлагать ему больше не участвовать ни в каких мероприятиях. Вскоре Эфраим встречается в США с Авнером и безуспешно пытается его убедить вернуться на службу, утверждая, что все дела Авнера шли и будут идти только на благо стране. Авнер же в ответ предлагает Эфраиму «разделить хлеб» и поужинать с его семьёй, но тот тоже отказывается. Оба расходятся, так и не примирившись.

## В ролях
| Актёр                 | Роль                                         |
| --------------------- | -------------------------------------------- |
| Эрик Бана             | Авнер                                        |
| Дэниел Крейг          | Стив                                         |
| Киаран Хайндс         | Карл                                         |
| Матьё Кассовиц        | Робер                                        |
| Ханнс Цишлер          | Ханс                                         |
| Айелет Зорер          | Дафна                                        |
| Джеффри Раш           | Эфраим                                       |
| Гила Альмагор         | мать Авнера                                  |
| Майкл Лонсдейл        | Папа                                         |
| Матьё Амальрик        | Луи                                          |
| Мориц Блайбтрой       | Андреас                                      |
| Валерия Бруни-Тедески | Сильвия                                      |
| Йехуда Леви           | солдат в аэропорту                           |
| Линн Коэн             | Голда Меир                                   |
| Ами Вейнберг          | генерал Замир                                |
| Амос Лави             | генерал Ярив                                 |
| Шарон Александер      | генерал Надев                                |
| Самуил Кальдерон      | генерал Хофи                                 |
| Йонатан Розен         | Эхуд Барак                                   |
| Моше Ивги             | руководитель операции Гнев Божий Майк Харари |
| Михаэль Варшавяк      | Меир Шамгар                                  |
| Мехди Неббу           | Али Хасан Саламе                             |
| Мари-Жозе Кроз        | Жанетт, голландская женщина-убийца           |

## Награды и номинации
- 2007 — премия «Грэмми» за лучшую композицию (Джон Уильямс, «A Prayer For Peace»), а также номинация лучший саундтрек к фильму (Джон Уильямс)
- 2006 — пять номинаций на премию «Оскар»: лучший фильм (Кэтлин Кеннеди, Стивен Спилберг, Барри Мендел), лучший режиссёр (Стивен Спилберг), лучший адаптированный сценарий (Тони Кушнер, Эрик Рот), лучшая музыка к фильму (Джон Уильямс), лучший монтаж (Майкл Кан)
- 2006 — две номинации на премию «Золотой глобус»: лучший режиссёр (Стивен Спилберг), лучший сценарий (Тони Кушнер, Эрик Рот)
- 2006 — две номинации на премию «Выбор критиков»: лучший фильм, лучший режиссёр (Стивен Спилберг)
- 2006 — номинация на премию Гильдии режиссёров США за лучшую режиссуру художественного фильма (Стивен Спилберг)
- 2005 — попадание в десятку лучших фильмов года по версии Национального совета кинокритиков США

## Критика
Фильм получил благосклонные отзывы в западной прессе. На сайте Rotten Tomatoes положительными оказались 78 % рецензий кинокритиков, сошедшихся во мнении, что «„Мюнхен“, хоть и не в силах достичь своей высокой цели, но, представляя захватывающий, политически беспристрастный взгляд на проявление неразрешимого политического конфликта, вполне достоин просмотра». На Metacritic средний рейтинг фильма составил 74 балла из 100 на основе 39 обзоров.
Палестинский обозреватель Асад Абу-Халил в своей рецензии подверг фильм резкой критике, обвинив Спилберга в политизированном, однобоком освещении событий и замалчивании ряда фактов.
Не менее жёстко в отношении работы Спилберга высказались представители израильских спецслужб. Бывший руководитель «Моссада» Шабтай Шавит в своём выступлении в дискуссии после премьеры фильма полностью отверг утверждения, что в фильме показана реакция Израиля на резню в Олимпийской деревне, заявив, что «картина не имеет никакой связи с реальностью».
«Непрофессиональным» и совершенно «нереалистичным» назвал фильм Рафи Эйтан, бывший в период после мюнхенских событий начальником оперативного управления «Моссада». Также картину негативно оценил бывший директор ШАБАК и экс-министр внутренней безопасности Израиля Ави Дихтер, который сравнил фильм с «детской приключенческой историей».
В ответ на критику представитель Спилберга в Израиле Алан Майер заявил, что Спилберг снял этот фильм, «чтобы мир не забыл о том, что случилось в Мюнхене», заметив, что «нельзя судить эту драму по тем же стандартам, что документальное кино или журналистскую работу».
Как бы полемизируя с ним, в рецензии на сайте War Online Борис Тененбаум подкрепляет «свой длинный список претензий к фильму» словами: «Однако даже в произведении искусства должна быть какая-то внутренняя, свойственная самому произведению логика».